# A-Light
주식회사 에이 라이트(A-Light)은 도쿄도 시부야구에 본사를 둔 일본의 연예 기획사이며, 대표이사는 콘야 마리코이다.

## 개요
주식회사 에이 팀(A-Team)의 그룹 회사이며 주로 A-Team 그룹의 신인 탤런트가 소속을 대부분 맡고있다. 또 주식회사 에이 플러스(A-PLUS), 연예 학교의 주식회사 에이 팀 아카데미(A-Team academy)도 이 그룹의 회사이다. 에이 팀 아카데미에 다니는 학생이 소속 되어있다.
도쿄 본사 외, 오사카부 오사카시 츄오구니시싱 사이바 시에 오사카 사무실을, 후쿠오카현 후쿠오카시 츄오구 경비에 후쿠오카 사무실을, 홋카이도 삿포로시 츄오구남 1-2가에 홋카이도 사무실을 두고 있다.

## 주요 소속
2019년 8월 시점

### 영업 1부
- 콘야미 에코(옛 예명: 미에코[1])
- 타카기 미치
- 나카지마 케에카
- 미라이 후키
- 타이라노 아스카
- 야마다 나츠키
- 야마모토 제니퍼
- 히로세 사이토비
- 카스야 나미
- 다이리 미사토
- 시오카와 리세
- 하라다 아키리
- 쇼겐
- 오오카라와 료오다카
- 나카무라 다코타
- 쿠사노 타이세에
- 나카타 카츠야
- 코니시 유유오
- 에다 료타로
- 하야카와 코오타
- 쿠보타 켄지
- 다이고 코타로
- 사이키 류우세이
- 미타니 린타로
- 츠치야 케이타
- 사쿠라이 카츠미
- 마츠모토 킨야
- 나가세 토아사
- 야마다 사야나
- 이와타레 모모카
- 미야모토 리코
- 아라이 다이스케
- 키타 요시카(훗카이도 오피스)

### 영업 2부
- 스즈키 아야
- 호소이 히로미
- 이마이 하나
- 오오하시 리나
- 코시카와 마미
- 군지 에리사
- 코보리 미나토
- 후지타 안나
- 츠치야 미호
- mirei
- 나가이 미치코
- 미야지마 자이라
- 코이즈미 센리
- 하세가와 우미노
- 야마토야 호노카
- 오오키 레나
- 츠치야 레이사이
- 카스텔로 미아
- 미쿠삐
- 카논 레이나
- 앗군
- 타테이시 토시키
- 혼다 쿄야
- 나스 타이토
- 전학 소녀
- IVVY
- Pimm's
- 사랑하는 프리크
- 열혈!! Acti부.

### 영업 3부
- 타치바나 린
- 와다 유토쿠
- 와타나베 디아
- 호시카나 하나
- G4U

### 후쿠오카 사무소
- 요코야마 호노카
- 요시오카 레에사이
- 사노 아야리
- 에시마 미유
- 이토 센유

- 오카다 아유미
- 마음 너 소리(COLORLESS)
- 나가 치히로
- 나카무라 토모미나미
- 하쿠스이 아이리